# 吸血姫夕維
『吸血姫夕維』（ヴァンパイアゆい）は、垣野内成美による日本の少女漫画。『月刊サスペリアミステリー』（秋田書店）にて連載された。ジェネックスよりゲーム化もされている。

## 概要
数奇な運命から永遠の時を生きる吸血姫となった少女「瑞月夕維（みづき ゆい）」の物語。本作品は漫画版『吸血姫美夕』のスピンオフ作品でもあり、『美夕』と世界観を共通している。1990年から断続的に連載が続き、数年連載した後にまた数年休載するということの繰り返しとなっていた。
完結を目前にして掲載誌『サスペリアミステリー』が探偵物専門誌へと路線を変更したため、同誌2005年3月号をもって打ち切りとなった。2009年より、同人誌で「吸血姫夕維 香音抄」の単行本最終巻以降の続編（最終章）の執筆を開始し、2015年夏に全15巻（単行本にして2冊ほどの内容）にて完結した。「最終章」は後に秋田書店のウェブコミック配信サイト『チャンピオンクロス』にて2017年11月28日から2018年3月20日まで連載され、チャンピオンREDコミックスのレーベルから単行本上下巻が刊行された。
連載開始時のタイトルは『鮮赤の舞姫 夕維』（単行本1巻収録・鮮赤の夕姫編）であったが、単行本化の際『吸血姫夕維』と改題され、以降は改題後のタイトルで連載された。
『新・吸血姫美夕』以降の『美夕』シリーズには、『夕維』シリーズを読んでいることを前提とする設定が数多く組み込まれている。また、『吸血姫夕維』自体からスピンオフした『THE WANDERER』という別作品が発表されたり、垣野内の別作品『DAHLIA THE VAMPIRE』シリーズにも『夕維』シリーズと設定を共有する要素が近年になって新たに組み込まれたりと、『夕維』シリーズは垣野内作品をクロスオーバーさせるための中心軸のような役割も果たしている。

## あらすじ
闇の世界から人間界へ逃亡した「はぐれ神魔」が、神魔の監視者である吸血姫「美夕（みゆ）」により闇に帰されたことから物語は始まる。このはぐれ神魔には人間の妻がおり、美夕は夫を失った悲しみを忘れさせるために彼女に血を与えた（吸血姫の血を与えられた者は全ての苦痛から解放され永遠の夢の中でまどろむことになる）。しかし、この時に彼女の胎内に宿っていた娘、本作の主人公である「瑞月夕維（みづき ゆい）」も吸血姫の血の影響を受けることになる。この女性は夕維を出産した後に亡くなってしまったが、夕維自身は何事もなく普通の人間として少女時代を過ごす。しかし夕維が14歳の思春期に達したある日、眠っていた吸血姫の血が目覚め、夕維は望まぬ形で永遠の命を得ることとなる。
また夕維には、はぐれ神魔とは別に日本の妖のエリートであり神魔と対局をなす『シ』一族の血も流れていた（母方の「瑞月」が『シ』が棲む異界「鮮赤の池」の長姫「夕姫」の血縁者であった）。強大な血の力で「鮮赤の池」を統治していた夕姫であったが、遠い昔、人間の青年（那嵬の義兄）に恋をして彼と共に池の底で眠りについたため池が乱れ、自由を得た『シ』の者達が人間界へと流出した。そして、吸血姫として目覚めた夕維の元に『シ』の血を引く「那嵬（なぎ）」と名乗る青年が現れ、夕維に池に帰り夕姫を起こすよう令する。那嵬（ナギ）は、かつて人間である義兄を夕姫に奪われており、義兄を取り戻すために池の底で眠りについた夕姫を起こす力を持つ夕維に近づいたのである。
やがて己の宿命を受け入れた夕維は故郷を後にし、那嵬と共に放浪の旅へと旅立つ。夕姫が眠りについたことで自由を取り戻した『シ』たちは、夕姫を目覚めさせまいと夕維と那嵬を付け狙い始め様々な争いに巻き込まれる事となる。
時が経ち、那嵬に深い愛情と思慕の念を抱くようになった夕維は自分の元を去った那嵬に会いたいがため、夕姫から義兄を取り戻したいという那嵬の願いを叶えるために一度は鮮赤の池へと帰り永い眠りについていた夕姫を目覚めさせた。池の鍵としての役目を終えた夕維は、繰り返し何度も生まれてくる那嵬をずっと護り続ける道を選び、再び人間界へと戻っていった。物語は「夕維と那嵬の永遠の愛」の形で締めくくられている。
『吸血姫夕維』は夕維と那嵬を軸に展開してきた物語であり、最終章も夕維と那嵬のそれぞれの願いと想いが交差した形で描かれている。作者は夕維完結について「夕維が那嵬の意思を尊重しようとすると、あの結末しかないかな。芯の強さは描けたと思う。哀しいけれど、究極の恋愛」と述べている。

## 美夕との比較
本作は吸血姫である夕維を14歳の普通の少女と捉えており、吸血姫になってしまったが故に社会に溶け込めなくなった悲哀を描いている。これは、主人公を超越者として描いていた『吸血姫美夕』とは大きく異なる点である。
夕維は美夕のように「シ」（美夕の場合は「神魔」）を追って学校に転入生として潜入することもあるが、美夕とは異なり、人間に共感し人間と交友することを好む。結局は自身に関する人間たちの記憶を消して立ち去ってしまうが、彼女は関わった人間を忘れることはない。幼馴染が大人になり結婚していく姿を、少女のまま取り残された夕維が影から見守るエピソードも描かれ、人間だった自身の過去を振り返らなくなった美夕とは対照的である。
また『吸血姫美夕』のラヴァは美夕の下僕であるが、『吸血姫夕維』の那嵬は下僕ではない。

## 登場人物
※担当声優はゲーム版のもの。

### 夕維と仲間
瑞月夕維（みづき ゆい）
声：川澄綾子
はぐれ神魔の父とシ一族の血を引く母との間に生まれた。人間として普通に生きていたが、14歳の頃に「シ」の吸血姫に覚醒する。「瑞月の姫」は、鮮赤の池にその血を必要とされているため夕維の中に流れる「神魔」と「シ」の血で紡がれた特別な血を池は欲しており、そのために鮮赤の池に帰った夕維は池に呑み込まれそうになった。夕維が池に帰るということは即ち夕維消滅の危機でもある。
非常に優しい性格で、他者の血を奪わなくては生きていけない吸血姫という自身の存在に忌避感を持つことも多い。そのため血は那嵬から与えてもらっている。吸血姫であるがゆえに一箇所にとどまることができず、いつかは訪れる友人知人との別れに心を痛めるという人間的な感情を強く残した吸血姫である。
連載初期は美夕に比べて明るく現代的な普通の少女として描かれていたが、日本神魔と西洋神魔の争いが繰り広げられた『新・吸血姫美夕～西洋神魔編～』に登場した際、『美夕』の原作担当の平野の意向もあり、それまでよりも、ややおっとりした所のあるキャラクターとして描かれたことから、「漆黒の桜月夜編」以降、やや天然ボケな少女として描かれている。
見かけによらず芯は強く、那嵬を想う事にかけては気概があり永遠に那嵬を愛し続けている。
「香音抄」シリーズ中盤からは、「シ」としてのパートナーであった那嵬に恋心を含む特別な感情を抱くようになるなど、精神的・女性的成長が見られる。
最終的に夕維の想いは那嵬に届き、「那嵬にあげたもん。あたしの心…」の言葉に対して那嵬も「オレの心もお前にやる」と返している。この頃になると落ち着いた女性的な雰囲気も併せ持つようにもなる。
那嵬（なぎ）
声：緑川光
シ一族の血を引く青年で、弥に属する者（「弥」と「瑞月」は親戚みたいなもの）。かつて人間の家族に育てられ人として生きていたが、夕姫が少年時代の那嵬に接触した事により「シ」に覚醒した。
赤子の頃から共に育った人間の義兄が夕姫によって池に引き込まれたため、彼を解放するべく瑞月の血を引く夕維に近づく。初めは夕維のことを義兄を取り返すための「鍵」として見ていたが、夕維との交流を重ねるうちに夕維の一番の理解者、守護者となるものの、兄を取り戻すには夕維を池に帰さねばならず、それらの葛藤に悩むようになる。
吸血行為に関しては｢人間が魚や肉を食べるのと同じ｣として、殺さない程度に吸血することは別に悪いことではないとの立場をとっている。吸血行為を嫌って貧血を起こすことが多い夕維に血を与える場面も多い。
物語終盤、夕姫によって封じられていた「弥」の血と記憶が蘇った那嵬は、それにより自身が瑞月の花を散らしてしまう懸念を感じ夕維の元を離れる。那嵬の持つ「弥の刀」は吸血姫である瑞月の姫を消す事ができるため池から恐れられており、夕維を呑み込まんとしていた池も夕姫も弥の刀を構えた那嵬には手を出すことができなかった。
「弥」は「瑞月」とは親戚みたいな間柄であるが、遠い昔、鮮赤の池の鬼姫「夕姫」を倒そうとしたことから謀反を起こした者たち（宿木賊）として瑞月と対する属となる。しかし那嵬と夕維は属を超えて互いを想い、求め合っている。夕姫を倒そうとしたのは那嵬の親世代であり彼は直接関わってはいないが、弥の血を引いているため頭に血がのぼった時などは額に弥の印が浮かび上がる。
また、香音抄7巻で那嵬が「吸血姫」の事を「オレたち」と語っている事から、彼も夕維と同じく吸血姫の血を持つ者である事が明かされ、夕姫や夕維と同じくシ一族の中でも地位の高い実力者との印象を受ける。時折、那嵬の瞳も吸血姫の証しである金色となる。
夕維の想い人であり、パートナー。寡黙でぶっきら棒なところがあるため誤解されやすいが本当は優しく、夕維のことを大切に思っている（もとは夕維の保護者のような存在であったが、次第に夕維にとって特別な存在となっていった）。
千珠（せんじゅ）
声：緒方恵美
夕姫直属の近衛。父も母もなく鮮赤の池の桜から生まれた「兵（つわもの）」に属するシ一族の者。男でも女でもないが男の姿にも女の姿にもなる事ができる。
桜から生まれる「兵」は、情や欲を持ってはならない、きれいな兵であるとされているが夕姫に想いを寄せている様子。
夕維と那嵬とは幾度か共闘した事もあり親しい間柄である。
碧（みどり）
千珠と同じ夕姫の近衛であり「兵」に属するシ一族の者だが「弥」の血も引いている。池の桜から生まれた他の「兵」とは異なり「兵」の母から生まれたため桜から生まれる父も母もない「兵」をきれいと思っている節がある。千珠と同じく男の姿にも女の姿にもなる事ができる。
鮮赤の池に愛着はなく好きでもないが、千珠と共に居たいがために池に在り続けた。千珠が人間界に居る時も人間界に来た理由を「お前がいるから」と言っている。
那嵬と夕維が互いに想い合っているのを見抜き、那嵬に「夕維が大切なら素直になるべきだ」と説き、彼を鮮赤の池へと導く手助けをした。夕姫の目覚めを望んでいない碧が那嵬を鮮赤の池へと手引きした裏には「弥」の血と記憶が蘇った那嵬ならば、夕姫を起こす鍵となる夕維を消してくれるのではないかとの思惑もあった。最終的に碧は池から離反し宿木賊として人間界に追放となったが、もともと鮮赤の池とは水が合わないと言っていた当人は気に留めるふうでもなく、すんなりと人間界に溶け込んでいった。
真乃（まの）
人間界で育ったシ一族の血を引く少年。「香音抄」続編の最終章で彼の首の後ろに「弥」の印が現れるが、碧と同じように弥の血を引いていた者であったのか、もしくは池の意志に反して那嵬に池に向かうよう持ちかけたために謀叛とみなされたのかは明らかでない。碧とはそれなりに親しく、最終話以降も人間界で碧と共に行動している。
基本的に真乃は男性（少年）であるが、シとして覚醒した時に彼の中のもう一人の人格ともいえる女の人格をもつ真乃が具現化された為、少女にも姿を変える事が出来る。
夕維に好意を抱いているが、夕維にとって真乃は良い友達でしかない。
早良（さわら）
夕姫の姪。夕維の先祖である夕良（ゆうら）の双子の姉妹のため、顔形は夕維の幼い頃によく似ている。那嵬が人間だった少年の頃に出会った少女で互いに共鳴にも似た親しみを抱いていた。水の都と共に己を封印し少女の姿のまま永い眠りについていたが「鮮赤の池」へ帰った夕維と接触した事で目覚める。
夕姫（ゆき）
夕維の遠い先祖であるシの吸血姫。シ一族の郷「鮮赤の池」の長姫であるが、実際に「鮮赤の池」を支配しているのは池自身の思念であり、夕姫が池の思念に取り込まれた時「鮮赤の鬼姫」となる。　
遠い昔、人間（那嵬の義兄）と恋に落ち、生ある身では共にいる事が叶わないため二人で鮮赤の池底深く永い眠りについたが、池はそれを許さず夕姫の双子の姉・早姫の血を引く者を呼び寄せ、夕姫を真の鮮赤の吸血姫として覚醒させようとする。

### 人間達
京子
夕維の中学時代の同級生であり、幼馴染。
昭治
夕維の幼馴染。一人っ子の夕維にとって優しいお兄さんのような存在であった。大人になり京子と結婚する。
夕維の外祖母
夕維の育ての親。夕維を厳しく躾けたが、親無し子の夕維が後ろ指を刺されないようにと心配してのことであり、本心では孫を溺愛していた。自分の家系が夕姫の一族の末裔で吸血姫として覚醒する可能性があることは知っていたものの、娘婿の正体や夕維の吸血姫としての覚醒に気づかぬまま、鮮赤の夕姫編最終話で病死する。

## 単行本
秋田書店から以下の単行本が発行されている。
- 吸血姫 夕維 全5巻（鮮赤の夕姫編、浅葱色の時間編、漆黒の桜月夜、前編・中編・後編）
- 吸血姫 夕維 香音抄 全8巻
- 文庫版 吸血姫 夕維 全3巻
- 文庫版 吸血姫 夕維 香音抄 全4巻
- 吸血姫夕維 最終章 全2巻（上・下）

## 同人誌
2009年から同人誌にて「香音抄」の続編である「最終章」を執筆し2015年に完結。全15巻。同人誌「姫つづり」「姫かがり」「姫結び（再録）」にも香音抄のエピローグ的な短編や番外編が掲載されている。

## ゲーム
『吸血姫夕維 千夜抄』のタイトルにてジェネックスより発売された。
- 原作：垣野内成美
- シナリオ構成：小中千昭
- 対応機種：PlayStation 2・Windows
- 発売日：2003年3月27日（PS2版）・2003年7月18日（PC版）

### ゲームオリジナルキャラクター
長谷部菜穂（はせべ なほ）
声：倉田雅世
飯塚聡美（いいづか さとみ）
声：益田沙稚子
折口美奈（おりぐち みな）
声：浅川悠
吉崎歌織（よしざき かおり）
声：鈴木七海
四ツ谷千沙（よつや ちさ）
声：田村ゆかり